# Cray-1

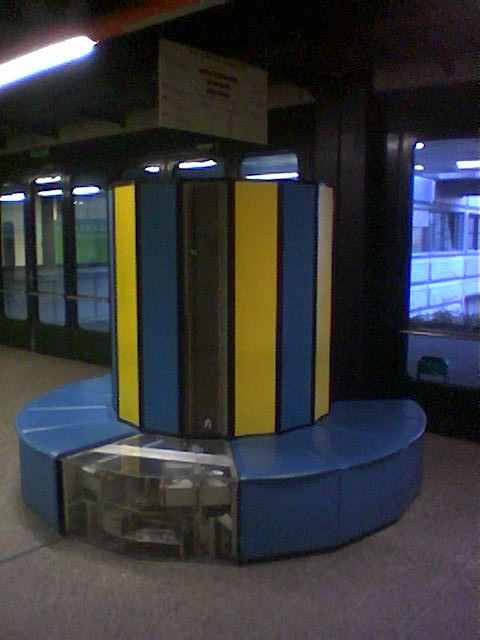
CRAY-1 w EPFL w Szwajcarii

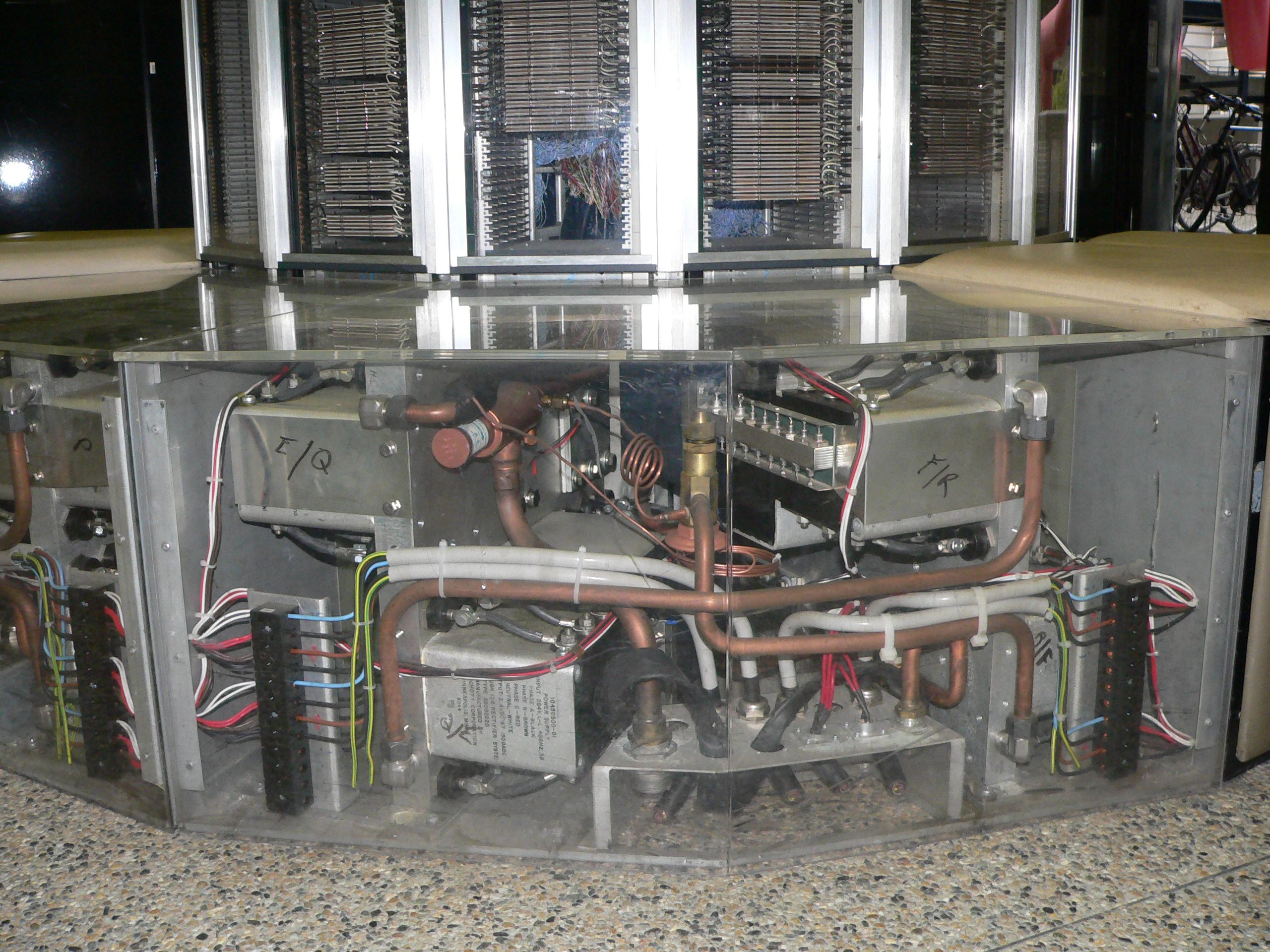
System chłodzenia CRAY-1

Cray-1 był superkomputerem zaprojektowanym w Cray Research przez zespół, w skład którego wchodził Seymour Cray (twórca technologii rejestrów wektorowych). Pierwszy system Cray-1 został zainstalowany w Los Alamos National Laboratory w 1976 r.

## Opis
Komputer Cray-1A wraz z freonowym systemem chłodzenia ważył 5,5 tony. Jednym ze środków uzyskania wielkich szybkości było skracanie połączeń kablowych. Cel ten narzucił przestrzenną strukturę komputera: został zbudowany z sekcji połączonych w kształt podkowy; najdłuższy przewód w systemie miał 122 cm. Komputer wykorzystywał procesor wektorowy i zawierał 200 000 specjalizowanych układów ECL. CRAY-1A posiadał 12,5-nanosekundowy okres zegara (80 MHz), 8 rejestrów wektorowych zawierających po 64 słowa oraz 1 milion 64-bitowych słów szybkiej pamięci (8 MB RAM). Mógł wykonywać ponad 80 milionów operacji zmiennopozycyjnych na sekundę (80 MFLOPS). W późniejszym okresie ustanowił rekord szybkości na poziomie 133 MFLOPS. Skonfigurowany z 1 milionem słów RAM, maszyna i jej systemy zasilające pobierały około 115 kW mocy; systemy chłodzące oraz pamięć dyskowa podwajały tę liczbę.
W 1978 r. został wydany pierwszy standardowy pakiet oprogramowania dla Cray-1 zawierający trzy główne produkty:
1. Cray Operating System (COS) (w późniejszym okresie mógł być uruchomiony UniCOS, odmiana Uniksa firmy Cray),
2. Cray Assembler Language (CAL),
3. Cray FORTRAN (CFT) – pierwszy automatycznie wektoryzujący kompilator języka Fortran.

## Historia
National Center for Atmospheric Research (NCAR) stał się pierwszym oficjalnym klientem Cray Research w lipcu 1977 r., system kosztował 8,86 miliona USD (7,9 miliona USD za komputer i 1 milion USD za system dyskowy). Komputer zakupiony przez NCAR został wycofany z eksploatacji w styczniu 1989 r. Na świecie zostało sprzedanych około 80 komputerów Cray-1, kosztujących od 5 do 8 milionów USD.
Cray-1 został zastąpiony w 1982 r. przez 500 MFLOPS-owy Cray X-MP, pierwszy wieloprocesorowy komputer firmy Cray. W 1985 roku zaawansowany technicznie Cray-2, o szczytowej wydajności 1,9 GFLOPS, zastąpił pierwsze dwa modele. Osiągnął on jednak ograniczony sukces komercyjny ze względu na problemy w utrzymaniu wysokiej wydajności w rzeczywistych aplikacjach. Z tego powodu został stworzony Cray Y-MP, bardziej konserwatywnie zaprojektowany, ewolucyjny następca modeli Cray-1 i Cray X-MP. Pierwszego Craya Y-MP uruchomiono w roku 1988.